# Quetzalia mayana
Quetzalia mayana là một loài thực vật có hoa trong họ Dây gối. Loài này được (Lundell & L.O.Williams) Lundell miêu tả khoa học đầu tiên năm 1975.